# 法親王
法親王（ほうしんのう、ほっしんのう）とは、日本の男子皇族が出家して僧籍に入った後に親王宣下を受けた場合の呼称。
すでに親王宣下を受けている親王が出家（入道）した場合は入道親王と呼んで区別した。出家した親王に対しては、他にも法師親王（ほうししんのう）、禅師親王（ぜんじしんのう）などの呼称が存在している。

## 起源と変遷
三条天皇の皇子師明親王が出家して以降は、入道親王（にゅうどうしんのう）という呼称が出家した親王に用いられるようになった。
1099年（承徳3年）、白河法皇の第二皇子で、出家して僧籍に入っていた覚行が親王宣下を受けて「覚行法親王」と呼ばれて以来、男子皇族が出家後に親王宣下を受けた際の称号として定着した。白河院は父後三条院から異母弟を後継として定められた経験から、堀河・鳥羽・崇徳天皇の異母兄弟に対しては、(出家前の)親王宣下も臣籍降下も認めずに出家させて、皇位継承権を剥奪したことへの慰撫と推察される。また、入道親王と法親王を合わせて広義の法親王ととらえ、出家後にも親王の品位を保持したものを法親王、遁世して品位を放棄したものを入道親王と呼ぶ区分も存在する。
しかし法親王や入道親王の呼称は曖昧であり、同一人物に対して両方の称号が用いられることもあった。法親王制度ができる以前に出家した高岳親王を戒名から「真如法親王」と呼ぶ事例や、勝海舟が日記において公現入道親王を指して「法親王」と記述していた例もある。
法親王は皇室と縁の深い門跡を務める役割を果たしていたが、幕末になると徳川家茂や岩倉具視などが皇族男子を還俗させ、仏教との関わりを断つよう主張し始めたことによって、多くの出家していた親王が還俗した。慶応4年（1872年）4月、皇族および堂上家の者が出家や僧職にあることは禁じられた。四親王家を除く還俗した法親王・入道親王のものを含む宮家は、明治3年（1870年）12月10日の布告で一代限りの皇族とされていたが、明治天皇の特旨によって存続が認められていったため、実際には一代皇族とされた宮家はなかった。
以降、皇族の出家は一例もないため、法親王・入道親王と呼ばれる存在は出現していない。

## 主な法親王
- 守覚法親王
- 覚行法親王
- 尊覚法親王
- 覚恵法親王
- 公弁法親王
- 性円法親王
- 尊円法親王
- 覚雲法親王
- 慈道法親王
- 守澄法親王
- 澄覚法親王
- 尊朝法親王
- 覚法法親王
- 慈胤法親王
- 最雲法親王
- 覚快法親王
- 静恵法親王
- 聖雲法親王
- 尭恕法親王
- 尊性法親王
- 円恵法親王
- 道法法親王
- 尊純法親王
- 道覚法親王
- 承覚法親王
- 尭然法親王
- 承胤法親王
- 尊実法親王
- 静尊法親王
- 行円法親王
- 尊助法親王
- 聖恵法親王
- 尭胤法親王
- 道光法親王
- 浄助法親王
- 尊恵法親王
- 尊守法親王
- 聖助法親王
- 慈運法親王
- 尊胤法親王
- 性覚法親王
- 尊済法親王
- 聖海法親王
- 尊興法親王
- 尊賢法親王
- 尊統法親王
- 尊峯法親王
- 尊超法親王
- 尊秀法親王
- 常胤法親王

## 関連文献
- 平田俊春「法親王考―賜姓制度より法親王制への推移―」（『平安時代の研究』山一書房、1943、初出1939）
- 安達直哉「法親王の政治的位置」（竹内理三編『荘園制社会と身分構造』校倉書房、1980）
- 牛山佳幸「入道親王と法親王の関係について」（『古代中世寺院組織の研究』吉川弘文館、1990、初出1984）
- 横山和弘「法親王制成立過程試論―仁和寺御室覚行法親王をめぐって」（『仁和寺研究』2、2002）
- 横山和弘「白河院政期における法親王の創出」（『歴史評論』657、2005）
- 横山和弘「鎌倉期の法親王と寺院社会に関するノート―仁和寺御室と東寺長者・金剛峯寺の諸関係から―」（『朱雀』23、2011）
- 柿島綾子「十二世紀のおける仁和寺法親王－守覚法親王登場の前史」（小原仁編『玉葉を読む』勉誠出版、2013）